# Południowy okręg administracyjny Moskwy
Południowy okręg administracyjny Moskwy (ros. Южный административный округ Москвы) — jeden z dwunastu okręgów administracyjnych miasta Moskwa. Okręg rozciąga się od południowo-zachodniego okręgu na zachodzie, przez centralny okręg na północy, aż po południowo-wschodni okręg na wschodzie.
Powierzchnia okręgu wynosi około 131,7 km², co sprawia, że jest piątym pod względem wielkości okręgiem w Moskwie, na tym obszarze mieszka też najwyższy procent ludności Moskwy, około 1 791 187 osób (2021). Południowy okręg administracyjny Moskwy dzieli się na 16 rejonów:
1. Biriulowo Wostocznoje (Бирюлёво Восточное)
2. Biriulowo Zapadnoje (Бирюлёво Западное)
3. Bratiejewo (Братеево)
4. Caricyno (Царицыно)
5. Czertanowo Centralnoje (Чертаново Центральное)
6. Czertanowo Jużnoje (Чертаново Южное)
7. Czertanowo Siewiernoje (Чертаново Северное)
8. Daniłowskij (Даниловский)
9. Donskoj (Донской)
10. Moskworieczje-Saburowo (Москворечье-Сабурово)
11. Nagatino-Sadowniki (Нагатино-Садовники)
12. Nagatinskij Zaton (Нагатинский Затон)
13. Nagornyj (Нагорный)
14. Oriechowo-Borisowo Jużnoje (Орехово-Борисово Южное)
15. Oriechowo-Borisowo Siewiernoje (Орехово-Борисово Северное)
16. Ziablikowo (Зябликово)

## Transport
Przez cały obszar okręgu przebiega 5 linii wchodzących w skład moskiewskiego metra: Linia Zamoskworiecka, Linia Sierpuchowsko-Timiriaziewskaja, Linia Kachowska, Linia Kałużsko-Ryska, oraz Linia Lublinsko-Dmitrowskaja.